# Urbana, Iowa
Urbana là một thành phố thuộc quận Benton, tiểu bang Iowa, Hoa Kỳ. Năm 2010, dân số của thành phố này là 1458 người.

## Dân số
Dân số qua các năm:
- Năm 2000: 1019 người.
- Năm 2010: 1458 người.